# Obama's baardkoekoek
De Obama's baardkoekoek (Nystalus obamai) is een vogel uit de familie Bucconidae (baardkoekoeken). Deze soort werd in 2013 geldig beschreven en als eerbetoon vernoemd naar de toenmalige president Obama van de Verenigde Staten.

## Verspreiding en leefgebied
Deze soort is endemisch in het westelijk Amazonebekken.

## Status
De Obama's baardkoekoek komt niet als aparte soort voor op de lijst van het IUCN, maar is daar een ondersoort van de gestreepte baardkoekoek (N. striolatus obamai).